# Lijst van voetbalinterlands Canada - Uruguay
Deze lijst van voetbalinterlands is een overzicht van alle officiële voetbalwedstrijden tussen de nationale teams van Canada en Uruguay. De landen speelden tot op heden drie keer tegen elkaar. De eerste ontmoeting, een vriendschappelijke wedstrijd, werd gespeeld in Miami (Verenigde Staten) op 2 februari 1986. Het laatste duel, de troostfinale van de Copa América 2024, vond plaats op 13 juli 2024 in Charlotte (Verenigde Staten).

## Wedstrijden
| № | Plaats     | Datum             | Competitie        | Wedstrijd        | Uitslag |
| - | ---------- | ----------------- | ----------------- | ---------------- | ------- |
| 1 | Miami      | 2 februari 1986   | Vriendschappelijk | Canada – Uruguay | 1 – 3   |
| 2 | Bratislava | 27 september 2022 | Vriendschappelijk | Canada − Uruguay | 0 − 2   |
| 3 | Charlotte  | 13 juli 2024      | Copa América 2024 | Canada − Uruguay | 2 − 2   |

## Samenvatting
| Competitie        | Totaal gespeeld | Winst Canada | Gelijk | Winst Uruguay | Doelsaldo Canada – Uruguay |
| ----------------- | --------------- | ------------ | ------ | ------------- | -------------------------- |
| Copa América      | 1               | 0            | 1      | 0             | 2 − 2                      |
| Vriendschappelijk | 2               | 0            | 0      | 2             | 1 − 5                      |
| Totaal            | 3               | 0            | 1      | 2             | 3 − 7                      |

Wedstrijden bepaald door strafschoppen worden, in lijn met de FIFA, als een gelijkspel gerekend.

## Details

### Eerste ontmoeting
| Vriendschappelijk (Miami, Verenigde Staten, 2 februari 1986):                                                                                     |              | |
| Canada | 1 – 3        | Uruguay |
| George Pakos 45' (pen.) | goals        | 27' Carlos Aguilera 54' Santiago Ostolaza 60' José Luis Zalazar |
| Tony Waiters | bondscoach   | Omar Borrás |
| Kenneth Dolan Iain Baird Randy Samuel Trevor McCallum Bruce Wilson Paul James George Pakos James Lowery Steve Nesin Barry Deardon Domenic Mobilio | opstellingen | Fernando Álvez José Luis Russo Eduardo Acevedo Mario Menchaca Miguel Bossio Eliseo Rivero ??' Carlos Aguilera Santiago Ostolaza ??' Rogelio Ramírez ??' José Luis Zalazar Mauricio Silvera |
| | wissels      | ??' Eliseo Baez ??' Pablo Bengoechea ??' Juan Otero |
| - Debuut van Pablo Bengoechea voor Uruguay. |              | |